# NVDIMM
Un módulo de memoria en línea dual no volátil (NVDIMM) es un tipo de memoria de acceso aleatorio para computadoras. La memoria no volátil es una memoria que retiene su contenido incluso cuando se elimina la energía eléctrica, por ejemplo, por una pérdida inesperada de energía, un fallo del sistema o un apagado normal. "Dual in-line" indica que el módulo de memoria se encapsula utilizando DIMM. NVDIMMs mejora el rendimiento de la aplicación, de verificación y el tiempo de recuperación del sistema. Mejoran la resistencia y la fiabilidad de la unidad de estado sólido (SSD).
Los productos "no volátiles" pueden usar memoria volátil durante el funcionamiento normal y volcar el contenido en la memoria no volátil si falla la alimentación, utilizando una fuente de alimentación de respaldo integrada. La memoria volátil es más rápida que la no volátil; es direccionable por bytes; y se puede escribir de forma arbitraria, sin preocupaciones sobre el desgaste y la vida útil del dispositivo. Sin embargo, la inclusión de una segunda memoria para lograr la no volatilidad (y la fuente de alimentación de respaldo incorporada) aumenta el costo del producto en comparación con la memoria volátil.

## Tipos
Existen tres tipos de implementaciones NVDIMM según los estándares JEDEC:
- NVDIMM-F: DIMM con almacenamiento flash. Los usuarios del sistema deberán vincular el DIMM de almacenamiento junto con un DIMM DRAM tradicional. NVDIMM-F ha estado disponible desde 2014.
- NVDIMM-N: DIMM con almacenamiento flash y DRAM tradicional en el mismo módulo. La computadora accede directamente a la DRAM tradicional. En el caso de un fallo de alimentación, el módulo copia los datos de la DRAM tradicional volátil al almacenamiento flash persistente, y los copia de nuevo cuando se restaura la energía. Utiliza una pequeña fuente de energía de respaldo para esto.
- NVDIMM-P: Las especificaciones serán lanzadas por JEDEC alrededor de 2018.[3] Permitirá el almacenamiento dentro de la memoria principal de la computadora, utilizando la tecnología ReRAM y una interfaz DDR5. Un NVDIMM-P tiene una DRAM persistente y puede acceder a una unidad externa orientada a bloques (memoria flash) para la memoria caché.

Implementaciones NVDIMM no estándar:
- NVDIMM-X: DDRM DDR4 con almacenamiento NAND Flash y DRAM volátil en el mismo módulo, desarrollado por Xitore.

A partir de noviembre de 2012, la mayoría de los NVDIMM utilizaron flash NAND como memoria no volátil. Las tecnologías de memoria emergentes pretenden lograr NVDIMM sin un caché o dos memorias separadas. Intel y Micron han anunciado el uso de la tecnología 3D XPoint PCM en NVDIMM-F. Sony y Viking Technology han anunciado un producto NVDIMM-N basado en la tecnología ReRAM. En 2015, Samsung y Netlist anunciaron un producto NVDIMM-P, posiblemente basado en Z-nand.

## Respaldo de energía
Los NVDIMM evolucionaron desde el DIMM BBU (con respaldo de batería), que usaba una batería de respaldo para mantener la alimentación de una memoria volátil durante hasta 72 horas. Sin embargo, las baterías están desfavorecidas en los componentes de la computadora porque tienen una vida útil limitada, pueden considerarse desechos peligrosos y contienen metales pesados que violan el cumplimiento de RoHS.
Cuando el módulo incluye memoria no volátil, se requiere energía de respaldo solo por un corto tiempo después de que falla la alimentación principal de la computadora, mientras que el módulo copia los datos de la memoria volátil a la no volátil. Por lo tanto, los NVDIMM modernos utilizan supercapacitores a bordo para almacenar energía.

## Interfaz
Algunos proveedores de servidores, como Supermicro, todavía fabrican productos utilizando la interfaz DDR3 con la computadora, pero la estandarización funciona en 2014 y 2015, como en JEDEC y ACPI, estaba basado en la interfaz DDR4.

## Usos
El BBU DIMM se diseñó originalmente para usarse como el caché de los RAID HBA (adaptadores de bus de host) o sistemas, para permitir que los datos en el caché sobrevivan a una falla de alimentación. Los NVDIMM se han trasladado más allá de las aplicaciones RAID a dispositivos de almacenamiento rápido o procesamiento en memoria para el centro de datos y la computación en la nube.